# Jarre (Einheit)
Die Jarre, auch Giarra, war ein französisches Volumen- und Flüssigkeitsmaß. Das Maß leitete sich vom gleichnamigen irdenen Gefäß ab.
- 1 Jarre = 10 ⅔ Liter
- 1 Jarre = 6 ⅛ Caraffa = 40 Pinten (paris.)